# ウォルト・ディズニー・イマジニアリング
ウォルト・ディズニー・イマジニアリング（英：Walt Disney Imagineering）は、アメリカ合衆国カリフォルニア州グレンデールに本社を置く会社。

## 概要
ウォルト・ディズニー・イマジニアリング（Walt Disney Imagineering）は、世界のディズニー・テーマパークの設計・開発やアトラクションの企画・クオリティー管理などを担当する会社である。1952年、ディズニーランドのプロジェクトを遂行するためにウォルト・ディズニーによって設立された。
もともとは創業者であるウォルト・ディズニーのフルネーム「ウォルター・イライアス・ディズニー（Walter Elias Disney）」の頭文字から、「WED エンタープライズ」として知られていた。
ウォルト・ディズニー・イマジニアリングで働く従業員は、イマジニアと呼ばれ、イラストレーター、建築家、エンジニア、照明デザイナー、ショーの作家、グラフィックデザイナー、などを含む140以上の異なる職種がある。ほとんどの仕事は、カリフォルニア州グレンデールにある同社の本社で行われるが、長期間ディズニーパーク内の支店で仕事をする場合もある。

## 歴史

### WED エンタープライズ
ウォルト・ディズニーは1953年にウォルト・ディズニー・カンパニーをディズニーランドのデザイン・設計をするための部門とした。しかし、兄であったロイ・O・ディズニーや株主から異議の声が相次ぎ、ウォルトのイニシャルに基づいてWED エンタープライズという企業に改称された。

### ディズニー・プロダクション・サブシディアリー
WED エンタープライズのテーマパークの設計と建築を手掛ける部門はディズニー・スタジオの運営に不可欠となったため、ディズニー・プロダクションは1965年2月5日にWED エンタープライズの名前とともにこれを買収した。

### ウォルト・ディズニー・イマジニアリング
1986年1月にウォルト・ディズニー・イマジニアリングへと改名される。また1996年には、ディズニー・ディベロプメント・カンパニーや、ディズニーの不動産に関する子会社は、ウォルト・ディズニー・イマジニアリングへと統合された。

## 方針
新しいコンセプトを開発し、既存の魅力を向上させるイマジニアは、いくつかの重要な方針に則ってそれを行っている。多くの場合、新しい概念や改良は、特定のニーズを満たすために創られる。その例として、ディズニーパークの人気アトラクション『ソアリン』が挙げられる。
当初から、イマジニアは、ゲストが実際に飛行しているような感覚を体験したいと思っていることを認知しており、そのニーズを満たすためにソアリンを作ることを決めた。
しかし、誰もが最適な位置で空を飛ぶ映像を視聴できる、効率的な方法が分からなかった。ある日、あるイマジニアが彼の屋根裏でエレクター・セットを発見し、ハンググライダーシミュレートを最も効果的に体験できる乗り物を思い付いた。結果、そのアイデアが実際にアトラクションの乗り物に採用された。

## テーマパークの開発
1952年の創業以来、ウォルト・ディズニー・イマジニアリングは世界に12個のテーマパーク、1つの町、4つのクルーズ船、2つのウォーターパーク、多数のリゾートホテル、ショッピングセンター、スポーツ複合体、および他の様々な娯楽施設を作り出してきた。また、テーマパークの開発のほかにも、徹底的に見直されたディズニーストアは、Appleのスティーブ・ジョブズの助けを借りて、2009年に計画された。ディズニーは伝統的な小売モデルから離れ、インタラクティブ・エンターテイメントへと移動することを期待していたのだ。

### 現在取り組んでいるプロジェクト
※2025年8月現在
| プロジェクト名                                               | パーク/リゾート名                                         | オープン予定時期 |
| ------------------------------------------------------------ | --------------------------------------------------------- | ---------------- |
| パークの大規模拡張                                           | ウォルト・ディズニー・スタジオ・パーク                    | 2026年           |
| バズ・ライトイヤーのスペースレンジャー・スピンのリニューアル | マジック・キングダム                                      | 2026年           |
| マジック・オブ・ディズニー・アニメーション                   | ディズニー・ハリウッド・スタジオ                          | 2026年           |
| シュガー・ラッシュのアトラクション                           | 東京ディズニーランド                                      | 2026年度以降     |
| 新スペース・マウンテン                                       | 東京ディズニーランド                                      | 2027年           |
| トロピカルアメリカ                                           | ディズニー・アニマル・キングダム                          | 2027年           |
| 新たな複数の船                                               | ディズニー・クルーズ・ライン（内1隻はオリエンタルランド） | 順次             |
| アバターのテーマランド                                       | ディズニー・カリフォルニア・アドベンチャー                | 不明             |
| リメンバー・ミーのアトラクション                             | ディズニー・カリフォルニア・アドベンチャー                | 不明             |
| 2つのアベンジャーズのアトラクション                          | ディズニー・カリフォルニア・アドベンチャー                | 不明             |
| ディズニー・ヴィランズのテーマランド                         | マジック・キングダム                                      | 不明             |
| カーズのアトラクション                                       | マジック・キングダム                                      | 不明             |
| モンスターズ・インクランド                                   | ディズニー・ハリウッド・スタジオ                          | 不明             |
| スパイダーマンのアトラクション                               | 上海ディズニーランド                                      | 不明             |
| スパイダーマンのアトラクション                               | 香港ディズニーランド                                      | 不明             |
| 新ディズニー・テーマパーク・リゾート                         | アブダビ                                                  | 不明             |